# Hermandad de "Las Angustias" (Estepa)
La Hermandad de "Las Angustias" es una cofradía de Semana Santa establecida en la ciudad de Estepa, fundada en 1955 en la Ermita de Santa Ana desde donde realiza estación de penitencia cada Lunes Santo. El nombre completo es Hermandad Obrera de Nuestra Señora de las Angustias, San José Obrero y San Pío X pero es más conocida como "Las Angustias" o "Los Blanquillos".

## Historia
Esta Hermandad nació en el año 1955, aunque sus orígenes se remontan a 1953 en conversaciones inquietas de un grupo de obreros alentados por el entonces Párroco de San Sebastián, Don Manuel de Lassaletta y Muñoz Seca. Contribuyeron a la fundación de la cofradía, además de este sacerdote, Don Juan Borrego Castillo, Don Pedro Rueda Fernández, Don Antonio Torres Pérez, Don Francisco Somet Camargo, Don Pedro Carmona Fuentes, Don Manuel Blanco Amador, y la aportación económica de Don Luis Martín Juárez.
La primera estación de penitencia, la realizaron en 1956, alumbrándose el cortejo con bengalas, y la hizo con un paso prestado de la Hermandad de "El Calvario", en madera tallada por Manuel Fernández Gamito y Juan Jiménez Fernández, que posteriormente fue donado por Don Luis Marcos Martín Jiménez, que le costó 5000 pesetas, y más tarde con faroles para los nazarenos también prestados por esa última cofradía. Algunos penitentes llevaban al hombro cruces, tradición que hoy en día han vuelto a recuperar.
Esta hermandad es presidida por el Ilmo. Ayuntamiento de Estepa, como Hermano Mayor Honorario, según acuerdo de un Cabildo celebrado en 1974
Los demandantes de esta corporación recorren durante todo el día la ciudad vistiendo el hábito nazareno.

## Túnicas de los nazarenos
Blancas con los botones y antifaces de color negro. De cordón, una soga de esparto entrelazada a la cintura y caída por delante con 50 nudos. De calzado, alpargatas blancas sin calcetines.

## Escudo
De forma circular, con dos cuarteles, de color blanco el superior y amarillo el inferior, que representan los colores pontificios, en el centro cruz latina de color negro.